# I, Frankenstein
Pour les articles homonymes, voir Frankenstein.
Pour plus de détails, voir Fiche technique et Distribution.
I, Frankenstein ou Moi, Frankenstein au Québec est un film fantastique australo-américain écrit et réalisé par Stuart Beattie, sorti en 2014.

## Synopsis
En 1795, le docteur Frankenstein arrive à donner vie à un assemblage de cadavres, créant une créature sans âme. Horrifié par le résultat, le docteur tente de la détruire. La créature survit, et pour se venger tue la femme du docteur. Le docteur souhaite se venger à son tour, et se met à poursuivre la créature, mais meurt accidentellement.
Plus tard, la créature se fait attaquer par des démons qui souhaitent l'amener à leur chef, un prince des ténèbres nommé Naberius. Il est sauvé par deux gargouilles, membres de l'ordre des gargouilles créé dans le but de combattre les démons. Inconscient, il est mené devant Leonore, la reine supérieure de l'ordre. Le carnet de note du docteur est trouvé sur la créature, les gargouilles s'en emparent. Leonore donne le nom d'Adam à la créature, et le laisse partir mais elle garde le carnet de note trouvé sur Adam.
Deux cents ans plus tard, Adam vit continuellement caché car il est toujours traqué par les démons. Las, il décide de chasser à son tour les démons. Pendant ce temps, les démons lancent des expériences scientifiques pour obtenir le même résultat que le docteur Frankenstein : créer des êtres dénués d'âme. L'idée est de pouvoir faire revenir sur terre les démons tués, captifs en enfer, qui peuvent se réincarner uniquement dans des êtres sans âme. Ils stockent des millions de cadavres, qui pourront être possédés immédiatement après la reproduction de l'expérience.
C'est pour accélérer les recherches scientifiques que les démons tentent de capturer Adam. Mais finalement, obtenir le carnet de notes s'avère plus aisé. En suivant les informations contenues dans le carnet, l'expérience est lancée. Pendant le processus, des gargouilles interviennent et endommagent le plus possible le stock de cadavres. Adam se retrouve face à Naberius. Ce dernier tente alors de réincarner un démon dans le corps d'Adam, mais l'expérience échoue : Adam a acquis une âme entre-temps. Il profite de la surprise pour tuer Naberius. Le bâtiment abritant l'installation des démons s'enfonce alors dans le sol, jusqu'à disparaître.

## Fiche technique
- Titre original et français : I, Frankenstein
- Titre québécois : Moi, Frankenstein
- Réalisation : Stuart Beattie
- Scénario : Stuart Beattie, d'après une histoire de Stuart Beattie et Kevin Grevioux basée sur le comics I, Frankenstein de Kevin Grevioux
- Direction artistique : Michelle McGahey
- Décors : Brian Edmonds
- Costumes : Cappi Ireland
- Photographie : Ross Emery
- Montage : Marcus D'Arcy
- Musique : Johnny Klimek et Reinhold Heil
- Production : Sidney Kimmel, Gary Lucchesi, Andrew Mason, Tom Rosenberg et Richard S. Wright
  - Production déléguée : Matt Berenson, Kevin Grevioux, David Kern, Troy Lum, James McQuaide et Eric Reid
- Sociétés de production : Hopscotch Features, Lakeshore Entertainment, Lionsgate et SKE Films
- Société de distribution : Hopscotch Films (Australie), Lions Gate Film (États-Unis), Metropolitan Filmexport (France)
- Budget : 65 000 000 de $[1]
- Pays d’origine :  Australie,  États-Unis
- Langue originale : anglais
- Format : couleur - 35 mm - 2,35:1 - son Dolby Digital / Datasat / SDDS / Auro 11.1 / Dolby Surround 7.1 / Dolby Atmos
- Genre : Action, fantastique et science-fiction
- Durée : 93 minutes
- Dates de sortie[2] :
  - Philippines : 22 janvier 2014
  - États-Unis, Canada : 24 janvier 2014
  - Belgique, France, Suisse romande[3] : 29 janvier 2014
  - Australie : 20 mars 2014

## Distribution

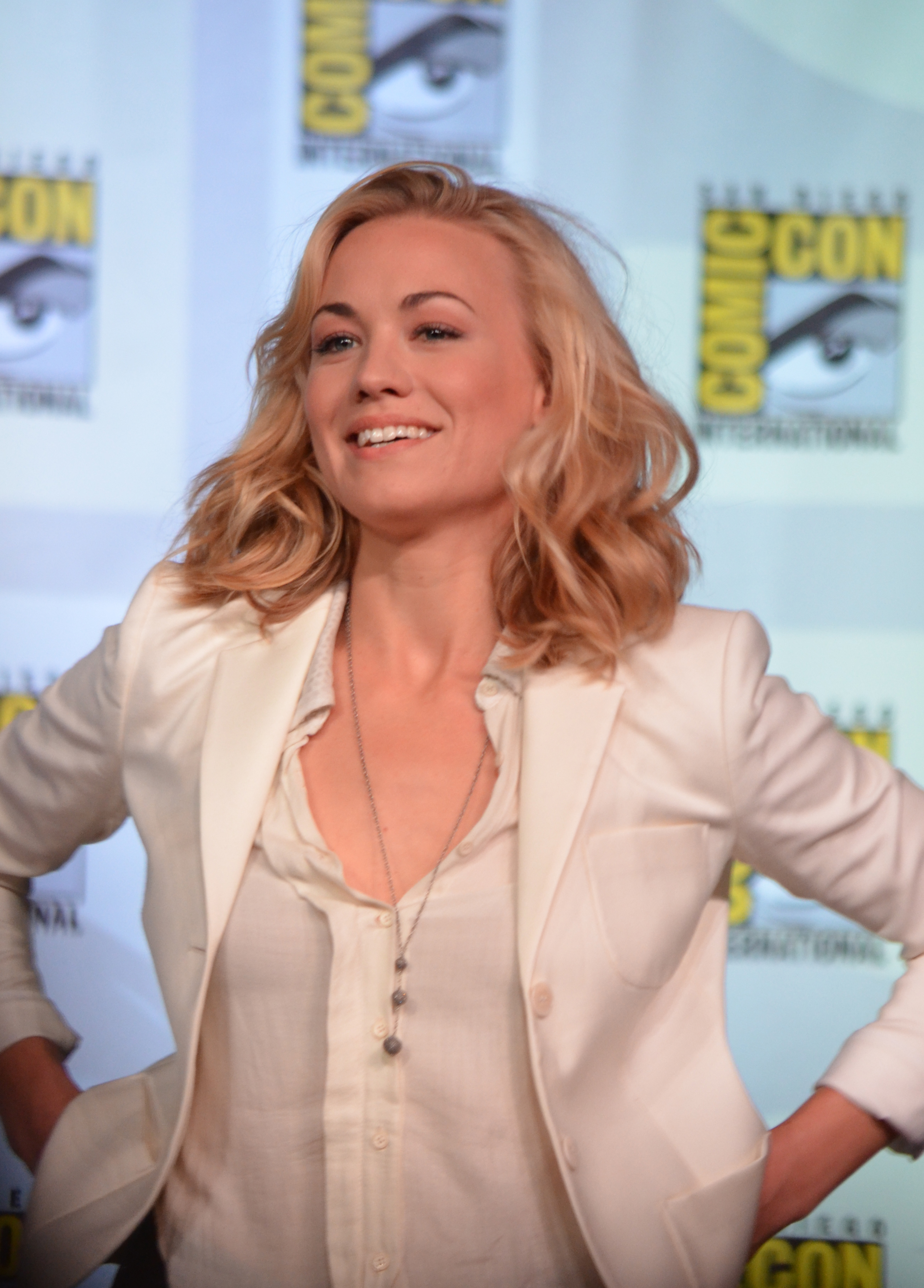
L'actrice principale Yvonne Strahovski au San Diego Comic-Con 2012.

- Aaron Eckhart (VF : Éric Herson-Macarel ; VQ : Daniel Picard) : Adam Frankenstein
- Yvonne Strahovski (VF : Laura Blanc ; VQ : Ariane-Li Simard-Côté) : Terra Wade
- Bill Nighy (VF : Georges Claisse ; VQ : René Gagnon) : Charles Wessex / Prince Naberius
- Miranda Otto (VF : Barbara Tissier ; VQ : Viviane Pacal) : Leonore
- Jai Courtney (VF : Axel Kiener ; VQ : Frédéric Desager) : Gideon
- Caitlin Stasey (VF : Véronique Volta) : Keziah
- Steve Mouzakis (en) (VF : Fabien Jacquelin) : Helek
- Aden Young (VF : Raphaël Cohen) : Dr Victor Frankenstein
- Nicholas Bell (VQ : Jacques Lavallée) : Carl Avery
- Deniz Akdeniz : Barachel
- Virginie Le Brun (en) : Elizabeth Frankenstein
- Kevin Grevioux : Dekar

Sources et légende : version française (VF) sur RS Doublage et AlloDoublage et version québécoise (VQ) sur Doublage Québec

## Production

### Scénario
En février 2010, Kevin Grevioux vend le scénario original à Lakeshore Entertainment, basé sur son comics du même nom.
En mars 2011, Lakeshore, une société de production indépendante de Los Angeles qui a également produit les films Underworld, engage Stuart Beattie à la réécriture du scénario ainsi qu'à la réalisation.

### Casting
Le 7 octobre 2011, il est annoncé que Aaron Eckhart jouera le rôle principal. Eckhart décrit son personnage ainsi : « Frankenstein est un homme évolué et intelligent, et c'est la façon dont il est représenté dans ce film ». En novembre 2011, Yvonne Strahovski obtient le premier rôle féminin, une scientifique travaillant pour réanimer les morts, tandis que Miranda Otto obtient le rôle de la reine des gargouilles. Bill Nighy joue le méchant du film, qu'il décrit comme un « sale type, un des anges descendu avec Satan ».

### Tournage

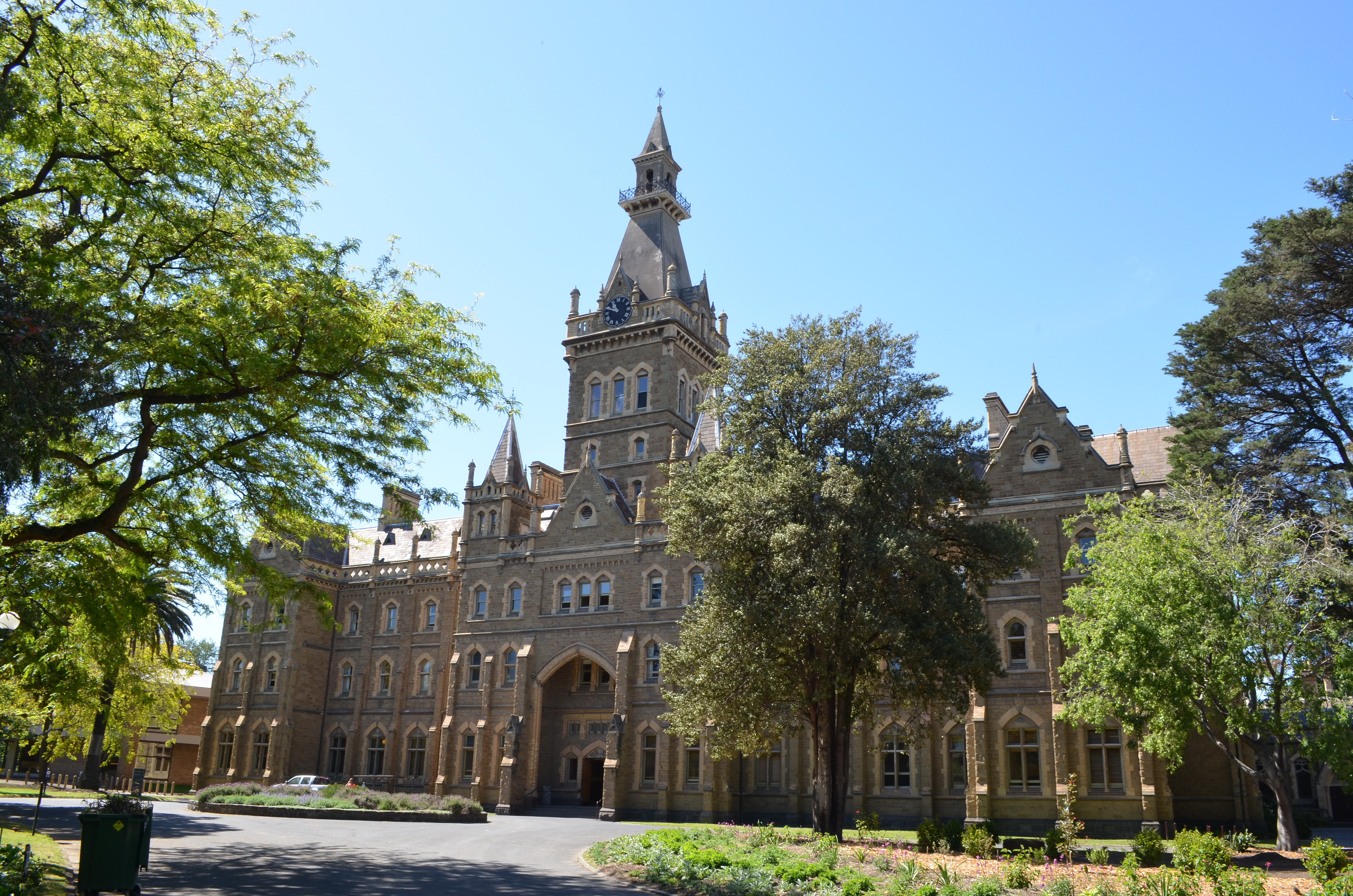
Une partie du tournage s'est déroulée à Ormond College.

En novembre 2011, il est annoncé que le tournage aura lieu à Melbourne et que la société australienne Hopscotch Features co-produirait le film avec Lakeshore. Le tournage débuta le 27 février 2012 aux Docklands Studios Melbourne. Le tournage continua en Victoria, en Australie sur une période de dix semaines, avec plusieurs scènes filmées à Ormond College. Le film a créé plus de 500 emplois pour les acteurs et l'équipe.

### Bande originale

#### I, Frankenstein: Original Motion Picture Score
La bande originale du film, composée par Johnny Klimek et Reinhold Heil, est sortie le 21 janvier 2014.
| 1.             | Main Title                      | 2:56 |
| 2.             | Naberious Wants It Alive        | 1:35 |
| 3.             | It's Alive!                     | 4:48 |
| 4.             | Sacramentals                    | 2:36 |
| 5.             | Meaningless Existence           | 1:37 |
| 6.             | Chasing Halek                   | 1:21 |
| 7.             | Where Does Life Begin?          | 2:27 |
| 8.             | Prince Naberious                | 0:53 |
| 9.             | All I See Is Darkness           | 2:09 |
| 10.            | Bring Me Frankenstein's Monster | 5:29 |
| 11.            | The Vault                       | 3:44 |
| 12.            | The Journal                     | 2:54 |
| 13.            | No Choice                       | 2:58 |
| 14.            | Sons of Our Fathers             | 3:47 |
| 15.            | Visions of a Madman             | 1:44 |
| 16.            | Showdown                        | 5:35 |
| 17.            | I'm a Monster                   | 3:59 |
| 18.            | Love & Hate                     | 1:42 |
| 19.            | You Shouldn't Have Done That    | 3:52 |
| 20.            | Destroy Him                     | 4:12 |
| 21.            | Ride of the Gargoyles           | 3:54 |
| 22.            | He Led Us Here, Pt. 1           | 0:53 |
| 23.            | He Led Us Here, Pt. 2           | 1:44 |
| 24.            | You Cannot Destroy Me           | 2:23 |
| 25.            | This Body Is Mine               | 4:25 |
| 26.            | A Higher Purpose                | 2:07 |
| 1 h 15 min 4 s |                                 |      |

#### I, Frankenstein: Original Motion Picture Soundtrack
I, Frankenstein: Original Motion Picture Soundtrack est un autre album comprenant les chansons apparaissant dans le film, il est sorti le 7 janvier 2014.
| 1.         | Misgiving                       | By Maker                        | 3:24 |
| 2.         | Trouble                         | By Maker                        | 1:35 |
| 3.         | 1 By 1                          | By Maker                        | 3:21 |
| 4.         | Perennial Flow                  | By Maker                        | 3:20 |
| 5.         | Gimme Soul                      | By Maker                        | 3:30 |
| 6.         | By Maker                        | By Maker                        | 3:39 |
| 7.         | Way Down                        | By Maker                        | 2:44 |
| 8.         | After All                       | By Maker                        | 2:35 |
| 9.         | Posessions Mine                 | By Maker                        | 4:11 |
| 10.        | Ascension                       | By Maker                        | 3:44 |
| 11.        | Scream Where My Heart Should Be | 8mm (en)                        | 3:44 |
| 12.        | Feed Me More                    | Justin Lassen                   | 4:25 |
| 13.        | Frankenstein                    | Prashant Aswani et Geno Lenardo | 3:50 |
| 46 min 4 s |                                 |                                 |      |

## Accueil

### Sortie
La sortie en Amérique du Nord était originellement fixée au 22 février 2013, mais cinq mois avant sa sortie initiale, elle fut déplacée au 13 septembre 2013. En février 2013, il fut annoncé que le film sortira en 3D. En avril 2013, la date de sortie fut de nouveau et pour la dernière fois déplacée, cette fois-ci au 24 janvier 2014. Le film fait son avant-première mondiale à Buenos Aires le 20 janvier 2014, après quoi il sort dans 23 pays entre le 22 janvier et 24 janvier. Il sort ensuite dans neuf autres pays entre le 29 janvier et le 31 janvier. Le 17 septembre 2013, il fut annoncé que le film sortirait en IMAX.

### Accueil critique
I, Frankenstein a été éreinté par les critiques. Le site d'agrégation de critiques Rotten Tomatoes donne une note de 3,2/10, basée sur 86 avis ; le consensus du site conclut : « lourd, incohérent, et spectaculairement apathique, I, Frankenstein est une aventure fantastique extrêmement ennuyeuse qui ne parvient pas à générer beaucoup d'enthousiasme ou d'intérêt dans ses personnages ». Sur Metacritic, qui assigne une moyenne pondérée en fonction des commentaires de critiques sélectionnées, le film obtient une note de 30/100, sur la base de 20 critiques, indiquant des avis globalement défavorables.
Mike McCahill de The Guardian donne au film 2 étoiles sur 5. James Mottram de Total Film donne également au film 2 étoiles sur 5.
En France, le film reçoit un accueil négatif, notamment sur le site Allociné, avec une note de 1,9/5 par la presse pour 9 critiques et de 2,1/5 par les spectateurs pour une moyenne de 1 807 notes pour 288 critiques.

### Box-office
Lors de son premier jour d'exploitation aux États-Unis et au Canada, le film rapporte 2 866 972 $ dans 2753 cinémas, derrière Du sang et des larmes et Mise à l'épreuve. Il occupe la sixième place pour son week-end d'ouverture, gagnant 8 610 441 $, derrière The Ryan Initiative, La Reine des neiges, Opération Casse-noisette, Du sang et des larmes et Mise à l'épreuve.
| Pays                     | Box-office                    |
| ------------------------ | ----------------------------- |
| Box-office Monde         | 71 154 592 $                  |
| Box-office International | 52 079 302 $                  |
| Box-office États-Unis    | 19 075 290 $                  |
| Box-office France        | 276 023 entrées (2 221 308 $) |